# Körtik Tepe
Koordinaten: 37° 48′ 51″ N, 40° 59′ 22″ O
Körtik Tepe, auch Kotik/Kotuk Tepe, ist ein jungsteinzeitlicher Fundort bei Ağilköy im Landkreis Bismil der türkischen Provinz Diyarbakır.
Der Ort wurde 1989 im Rahmen eines Survey entdeckt und ab 1990 als Rettungsgrabung vor der Errichtung des Ilısu-Staudammes erforscht. Der etwa 5 m hohe Hügel liegt am Zusammenfluss von Tigris und Batman Çayı, einer sehr feuchten und quellenreichen Schwemmebene. Er hat eine Oberfläche von rund 100 × 150 m.  Auf der Oberfläche wurden zahlreiche mittelalterliche Scherben gefunden, aber auch viele Mikrolithen. Passend zu letzteren wurden bei Ausgrabungen Überreste des Akeramikums freigelegt. Diese lagen unter einer mittelalterlichen Nutzungsschicht und bestanden vor allem aus Gräbern. Die Beigaben dieser Bestattungen ähneln Funden aus Hallan Çemi und Demirköy.